# Redenção (telenovela)
Redenção é uma telenovela brasileira produzida e exibida pela TV Excelsior e exibida entre 16 de maio de 1966 e 2 de dezembro de 1968, às 19h, em 596 capítulos, substituindo Em Busca da Felicidade e sendo substituída por Legião dos Esquecidos. Foi escrita por Raymundo López, sob direção de Waldemar de Moraes e Reynaldo Boury e direção geral de Dionísio Azevedo. Foi a novela mais longa da história da televisão brasileira até o momento.
Conta com Francisco Cuoco, Miriam Mehler, Márcia Real, Fernanda Montenegro, Lourdes Rocha, Édson França, Rodolfo Mayer e Lélia Abramo nos papéis principais.

## Enredo
Fernando é um jovem que chega à cidade de Redenção e desperta a paixão de três mulheres, a doce Ângela, a malvada Marisa e Lola. O povo da cidade tem dúvidas sobre seu passado, seria ele mesmo um médico?
Ele se casa com Ângela, a filha do sapateiro Carlo, mas ela morre repentinamente. Fernando passa a conviver com as armações da professora Marisa, diabólica filha do prefeito Juvenal.

## Elenco
| Ator/Atriz             | Personagem                    |
| ---------------------- | ----------------------------- |
| Francisco Cuoco        | Dr. Fernando Silveira         |
| Miriam Mehler          | Ângela Giácomo                |
| Márcia Real            | Lola Guimarães                |
| Fernanda Montenegro    | Lisa Montebelo                |
| Lourdes Rocha          | Marisa Camargo Maia           |
| Édson França           | Ed Camargo Maia               |
| Rodolfo Mayer          | Prefeito Juvenal Camargo Maia |
| Lélia Abramo           | Carmela Giácomo               |
| Vicente Leporace       | Carlo Giácomo                 |
| Leonor Navarro         | Vó Carmen Guimarães           |
| Maria Aparecida Báxter | Dona Marocas                  |
| Wilma de Aguiar        | Zilda Quitandeira             |
| Newton Prado           | Mário                         |
| Fernando Balleroni     | Seu Mateus                    |
| Flora Geny             | Sílvia Sampaio                |
| Lurdinha Félix         | Marta Sampaio                 |
| Armando Bógus          | Eduardo Pinhão                |
| Rita Cléos             | Diana Pinhão                  |
| Verinha Darcy          | Glória Camargo Maia           |
| Mário Guimarães Ferri  | Onofre                        |
| Aldo César             | Ananias                       |
| Turíbio Ruiz           | Guto                          |
| Edmundo Lopes          | Padre João                    |
| Maria Cecília          | Hortência                     |
| Zéluis Pinho           | Manoel                        |
| Sílvio Francisco       | Matraca                       |
| Theo de Faria          | Davi                          |
| Jovelthy Archângelo    | Sérgio                        |

### Participações especiais
| Ator/Atriz        | Personagem      |
| ----------------- | --------------- |
| Procópio Ferreira | Otávio Silveira |
| Geórgia Gomide    | Helena          |
| Márcio Trunkl     | Márcio (jovem)  |